# Nemotelus psilonotus
Nemotelus psilonotus är en tvåvingeart som beskrevs av Paul E. Hanson 1963. Nemotelus psilonotus ingår i släktet Nemotelus och familjen vapenflugor. Inga underarter finns listade i Catalogue of Life.